# Ghaleb Moussa Abdalla Bader
Mons. Ghaleb Moussa Abdalla Bader (* 22. července 1951, Khirbeh) je jordánský římskokatolický kněz, bývalý arcibiskup Alžíru a současný apoštolský nuncius v Pákistánu.

## Život
Narodil se 22. července 1951 v Khirbehu. Dne 4. září 1963 vstoupil do Menšího semináře v Bajt Džalá. Na kněze byl vysvěcen 13. června 1975 biskupem Neemehem Simaanem. V září 1976 se stal vikářem farnosti Krista krále v Ammánu – Misdar. Ve stejný rok se zapsal na právnickou fakultu v syrském Damašku.
V srpnu 1979 se stal sekretářem jeruzalémského patriarchy Giacoma Giuseppeho Beltrittiho a profesorem semináře v Bajt Džalá. Z Univerzity v Damašku získal doktorát z civilního práva.
Dne 1. září 1981 začal studoval kanonické právo a filosofii v Římě. V září 1986 zde získal doktorát z obou oborů a stal se profesorem semináře a vice oficiálem církevního soudu.
V letech 1981 – 1986 se účastnil na arabském překladu Kodexu kanonického práva.
V říjnu 1988 byl jmenován předsedou církevního soudu v Jeruzalémě a v srpnu 1992 farářem v Jabal-Weibdeh a předsedou církevního soudu v Ammánu.
V letech 1996 až 2001 byl poradcem Papežské rady pro mezináboženský dialog.
Dne 24. května 2008 jej papež Benedikt XVI. ustanovil metropolitním arcibiskupem Alžíru. Biskupské svěcení přijal 17. července 2008 z rukou patriarchy Fouada Boutrose Twala a spolusvětiteli byli arcibiskup Henri Antoine Marie Teissier a emeritní patriarcha Michel Sabbah.
Dne 23. května 2015 byl papežem Františkem ustanoven apoštolským nunciem v Pákistánu a titulárním arcibiskupem z Mathary v Numidii.